# Georg Riemenschneider (Holzschnitzer)

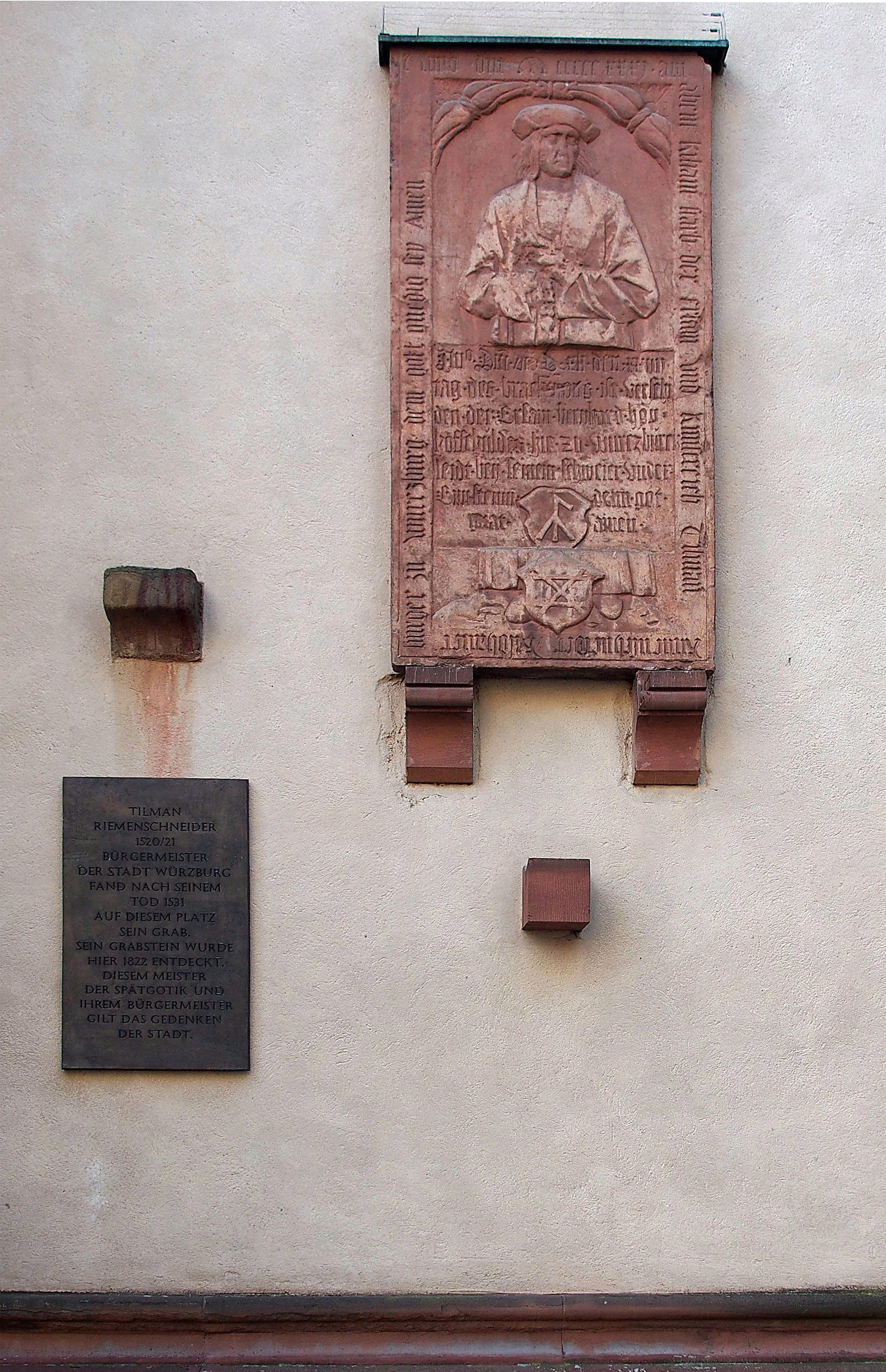
Kopie des Grabsteins Tilman Riemenschneiders an der Nordseite des Würzburger Doms

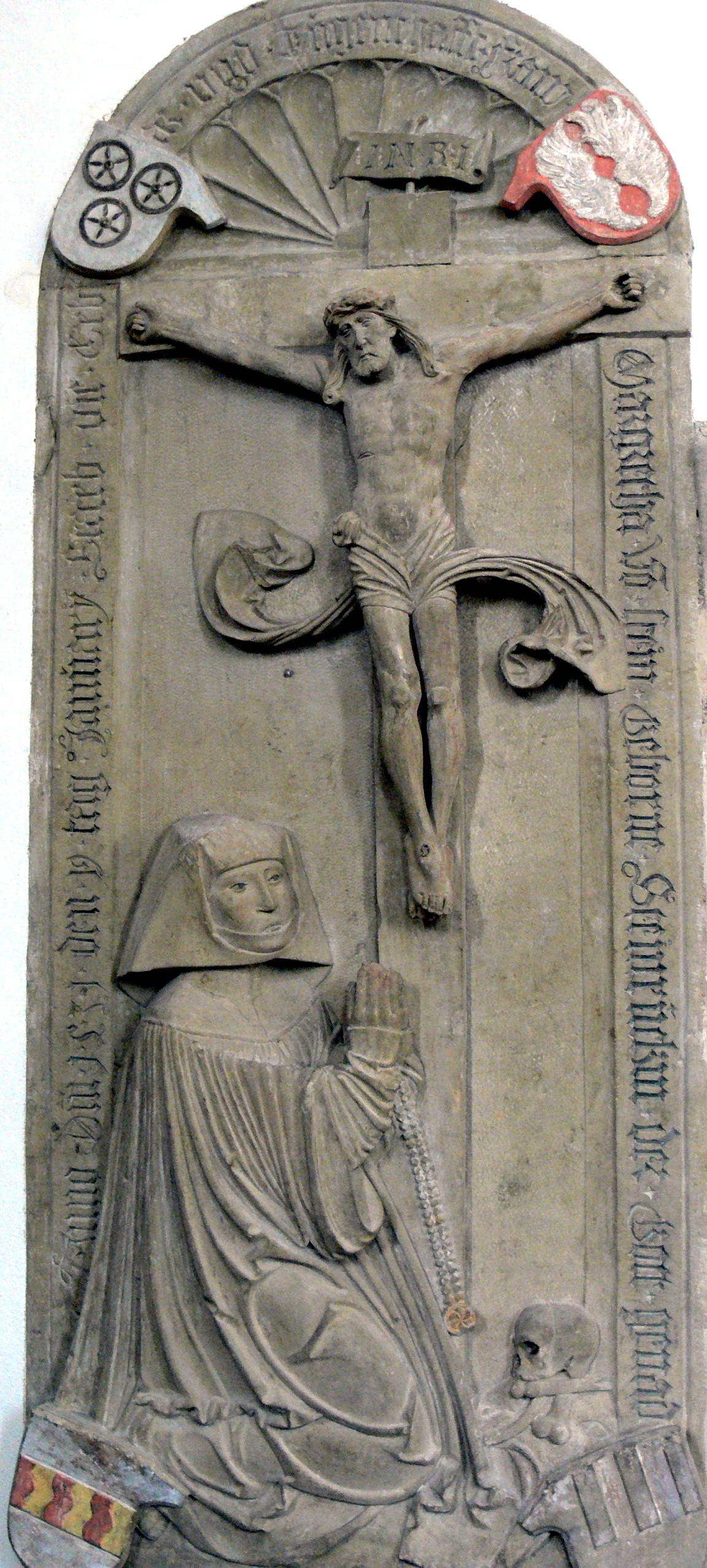
Grabstein der Margaretha von Stein (1531), Ritterkapelle, Haßfurt

Georg Riemenschneider, auch Jörg Riemenschneider, Jorg Rymennschneider oder Jorg Thilo, (* um 1500 wahrscheinlich in Würzburg; † um 1570) war ein deutscher Holzschnitzer und Bildhauer. Er war ein Sohn des Tilman Riemenschneider und seiner zweiten Ehefrau Anna Rappolt. Er wurde von seinem Vater ausgebildet und war ein maßgeblicher Mitarbeiter in dessen Werkstatt. Nach dem Tod des Vaters übernahm er die Werkstatt. Zu den bekanntesten ihm zugeschriebenen Werken gehört der Grabstein des Tilman Riemenschneider.

## Ausgewählte Werke
- Aub, Katholische Stadtpfarrkirche Mariae Himmelfahrt
  - Epitaph von Jörg I. Truchseß von Baldersheim († 1483) und seiner Gemahlin Margareta von Finsterlohe, um 1530 (zugeschrieben – im Zweiten Weltkrieg stark zerstört und nur noch fragmentarisch erhalten)[1]
- Würzburg, Museum für Franken
  - Die vierzehn Nothelfer (um 1528–1530)
  - Grabstein des Tilman Riemenschneider. 1531
- Ritterkapelle Haßfurt
  - Grabstein der Margaretha von Stein